# Gianna Gancia
Gianna Gancia, née le 31 décembre 1972 à Bra, est une femme politique membre de la Ligue du Nord. Elle est députée européenne depuis 2019.